# Command & Conquer: Renegade
Command & Conquer: Renegade ist ein Ego-Shooter aus dem Jahr 2002. Entwickelt wurde das Spiel von Westwood Studios, der Publisher ist Electronic Arts. Renegade ist Teil der Command & Conquer: Tiberium-Reihe.

## Handlung
Der Spieler schlüpft in die Rolle von Nick „Havoc“ Parker, einer erfahrenen Kommandoeinheit der GDI. Die „Schwarze Hand“, eine Nod-Elitetruppe, entführt mehrere Tiberiumwissenschaftler und zwingt sie, am Projekt „ReGenesis“ zu arbeiten, das die Mutationen der Menschen durch eine Direktbestrahlung mit Tiberium beschleunigen soll. Havoc muss die Basis von Nod infiltrieren und die Wissenschaftler befreien, was ihm auch gelingt.
Geschichtlich ist Renegade laut Handbuch im Jahr 2020 angesiedelt, hierbei handelt es sich jedoch um einen Druckfehler, die Handlung spielt gegen Ende des ersten Tiberiumkrieges, also im Jahre 1998, und dementsprechend tauchen auch Gebäude, Waffen und Fahrzeuge aus dem ersten Teil auf. So kann man zum Beispiel in Mammut-Panzer und Wüstenjäger einsteigen und auch Nod-Fahrzeuge bedienen. Aber auch futuristische Waffen wie erste Lasergewehre und Railguns können eingesetzt werden. Sowohl alte Charaktere wie Dr. Möbius als auch neue wie seine Tochter, die bereits selbst Tiberiumforscherin ist, tauchen auf. Kane gibt sich dem Spieler mittels Hologrammen und Videobotschaften zu erkennen. Der Handlungsverlauf ist linear aufgebaut und der Lösungsweg eng vorgegeben. Es ist darüber hinaus nicht möglich, im Einzelspieler-Modus den Verbündeten Befehle zu geben, was die Taktik in den Hintergrund stellt.
Renegade ist ein Mehrspieler-Modus beigelegt. Hier treffen auf verschiedenen Karten Nod und GDI zusammen und bekämpfen sich. Ziel ist es dabei entweder, die meisten Punkte nach einem gewissen Zeitraum zu haben oder die gegnerische Basis komplett zu zerstören. Auch können andere Siegbedingungen gewählt werden wie die Zielvorrichtung der Superwaffen (Ionenkanone bei GDI und Atomschlag bei Nod) auf einem bestimmten Punkt der gegnerischen Basis zu platzieren oder (ähnlich wie Capture the Flag) einen Zielsucher aus der gegnerischen Basis zu holen und ihn in der eigenen Basis zu platzieren. Zur Verfügung stehen verschiedene Charakterklassen, Spezialcharaktere aus dem Einzelspieler-Modus, wie auch verschiedene Fahrzeuge, die gekauft werden können. Auch der Humor kommt nicht zu kurz: In der letzten Mission dreht der Computer des Tempels, ein Prototyp der künstlichen Intelligenz CABAL, der in Tiberian Sun fertiggestellt ist, infolge schwerer Schäden offenbar durch und gibt die ganze Zeit über Meldungen von sich wie: „There’s no Business like Show-Business“, oder er bittet den Spieler, sich doch bitte im „Umerziehungslager“ zu melden.
Früher gab es eine von Electronic Arts gesponserte, offizielle Renegade-Liga, in der Clans gegeneinander antraten, um jeden Monat attraktive Preise zu gewinnen.
Erste Bilder eines Renegade-Nachfolgers in einer sehr frühen Entwicklungsphase sind veröffentlicht worden. Das Projekt wurde jedoch zu Gunsten anderer Command-&-Conquer-Spiele vorerst gestoppt, zwischenzeitlich unter dem Namen „Tiberium“ wieder aufgenommen, schließlich aber doch aufgegeben.

## Entwicklung
Die Idee zu Command & Conquer: Renegade entstand bereits zu Zeiten von Der Tiberiumkonflikt und war ursprünglich nicht auf einen Ego-Shooter ausgerichtet. Unter dem Arbeitstitel Command & Conquer Commando Missions und auf der technischen Basis des Strategiespiels untersuchte Westwood die Möglichkeit, einen actionreichen Titel zu entwickeln, der sich allein auf den Commando fokussieren sollte. Für die Entwickler erwies sich die Technik jedoch als nicht zielführend, da die Engine auf die Steuerung ganzer Truppen ausgerichtet war. Das Projekt wurde daher Anfang 1996 eingestellt, die bis dahin erzielten Ergebnisse flossen in Form der Tanya-Missionen in Alarmstufe Rot ein. Etwa ein Jahr später wurde die Idee wieder aufgegriffen und eine Anpassung des Konzepts an gängige Ego-Shooter wie Doom 2: Hell on Earth vorgenommen. Ursprünglich für Anfang 2000 angekündigt, verzögerte sich die Entwicklung jedoch immer weiter, sodass Renegade erst 2002, nach beinahe fünf Jahren Entwicklungszeit, endlich fertiggestellt wurde. Die Entwickler griffen diese lange Verzögerung auch humoristisch auf, als sie ein Video veröffentlichten, in dem die Hauptfigur die Westwood-Büros aufsucht, um die Entwicklung endlich in geordnete Bahnen zu lenken. 2025 wurde der vollständige Quelltext unter der GNU General Public License Version 3 veröffentlicht.

## Modifikation
Es gibt eine Reihe von Mods zu Renegade. Einer der bekanntesten ist Renegade X, welches versucht, den Mehrspieler-Modus des Originalspieles mit der Unreal-3-Engine nachzubauen. Anfänglich lief das Spiel als Unreal-Tournament-3-Mod. Seitdem am 5. November 2009 die Unreal Engine 3 in Form des Unreal Development Kits für nicht-kommerzielle Verwendung kostenlos bereitgestellt wurde, arbeitete das Renegade-X-Team darauf hin, das Spiel als Standalone-Version zu veröffentlichen. Mit dem 26. Februar 2014 ist Renegade X als ein eigenständiges Spiel veröffentlicht worden.

## Rezeption
„[…] Größter Schwachpunkt ist die Feind-KI. In Zeiten eines Medal of Honor erwarte ich einfach mehr als Gegner, die sich offensichtlich gerne abknallen lassen. So manches Scharmützel verkommt dadurch zur Pflichtübung – mit Herausforderung hat das nichts zu tun. Auch an den extremen Qualitätsunterschieden in Sachen Grafik hätte Westwood besser noch gefeilt, zumal die 3D-Engine durchaus was kann. Trotz der Schwächen: Allein schon wegen der abwechslungsreichen Hochspannungs-Einsätze können jetzt auch Actionfans im C&C-Universum losschlagen.“

„Havoc würde sagen: ‚Man muss der Wahrheit ins Auge blicken.‘ Und die sieht nun mal so aus, dass Renegade zwar viel Spaß macht, aber nicht der erhoffte Hit ist. Weil die Gegnerintelligenz noch nicht 100%ig funktioniert […]. Weil die Grafik zu durchschnittlich ist. […] Weil der allgemeine Feinschliff fehlt. Beispiel: Meine Spielfigur tapst in einer Geschwindigkeit durch die Levels, die auch nach einer Kanne nicht entkoffeinierten Kaffee einschläfernd wirkt – warum können selbst Nichtspielercharaktere schneller rennen? Zum Glück hat Renegade abwechslungsreiche, gelegentlich sogar richtig hübsche Schauplätze, lange Missionen und einen liebenswerten Hauptdarsteller. Der rettet das Produkt vor dem Absturz in die Mittelmäßigkeit. […]“